# Rami Anis
Rami Anis (arabisch رامي أنيس, DMG Rāmī Anīs; * 18. März 1991 in Aleppo) ist ein syrischer Schwimmsportler, der für das Team Refugee Olympic Athletes an den Olympischen Sommerspielen 2016 in Rio de Janeiro teilnahm.

## Leben und Karriere
Rami Anis wurde am 18. März 1991 in der syrischen Großstadt Aleppo geboren und führte die Laufbahn seines Onkels Majad, der sein Heimatland ebenfalls als Schwimmsportler vertrat, fort. Nachdem er ab einem Alter von 14 Jahren als Leistungssportler in Syrien trainierte, schickten ihn seine Eltern in den Wirren des Bürgerkriegs in Syrien im Jahre 2011 mit seinem älteren Bruder nach Istanbul. Dort sollten die beiden vorerst einige Monate verbringen und dann wieder in ihre Heimat zurückkehren. In der Türkei trainierte er in der Schwimmabteilung von Galatasaray Istanbul, hatte aber, aufgrund der fehlenden türkischen Staatsangehörigkeit, keine Aussicht auf Einsätze bei offiziellen Wettbewerben. Da sich die Lage in Syrien jedoch deutlich verschlechterte und eine Rückkehr in die Heimat aussichtslos war, floh Anis mit einem Schlauchboot auf die griechische Insel Samos. Sein weiterer Weg brachte ihn schlussendlich nach Belgien, wo er im Dezember 2015 Asyl gewährt bekam. In Belgien schloss er sich dem Royal Ghent Swimming Club aus Gent an, wo er seitdem von der ehemaligen Olympia-Schwimmerin Carine Verbauwen trainiert wird. Im Juni 2016 benannte das IOC Anis als einen von zehn Flüchtlingen, der bei den Olympischen Sommerspielen 2016 in Rio de Janeiro für das Team Refugee Olympic Athletes antreten konnte. Dort trat er über 100 Meter Freistil und 100 Meter Schmetterling an.